# Liste der Studentenverbindungen in Frankfurt (Oder)
Die Liste der Studentenverbindungen in Frankfurt (Oder) verzeichnet die aktiven, suspendierten und erloschenen Studentenverbindungen in Frankfurt (Oder), welche unterschiedlichen Korporationsverbänden angehören. Sie sind an der Europa-Universität Viadrina ansässig.

## Liste
Die Sortierung erfolgt nach dem Gründungsdatum.
|  |
|  |
|  |
|  |
|  |

|  |
|  |
|  |

|  |
|  |
|  |

f.f. = farbenführend, ansonsten farbentragend